# Croce Rossa
Croce Rossa (francouzsky Croix Rousse) je hora v Grajských Alpách, na francouzsko-italské hranici. S nadmořskou výškou 3 571 metrů náleží do první dvacítky až třicítky nejvyšších hor Itálie s prominencí vyšší než 500 metrů. Vystupuje západně nad údolími Val di Ala a Val di Viù. Nachází v departementu Savojsko, region Auvergne-Rhône-Alpes, v Itálii v regionu Piemont.